# Pusiola hemiphaea
Pusiola hemiphaea är en fjärilsart som beskrevs av George Francis Hampson 1909. Pusiola hemiphaea ingår i släktet Pusiola och familjen björnspinnare. Inga underarter finns listade.